# Hoplismenus caucasicus
Hoplismenus caucasicus är en stekelart som först beskrevs av Clement 1927.  Hoplismenus caucasicus ingår i släktet Hoplismenus och familjen brokparasitsteklar. Inga underarter finns listade i Catalogue of Life.